# Urraca van Portugal

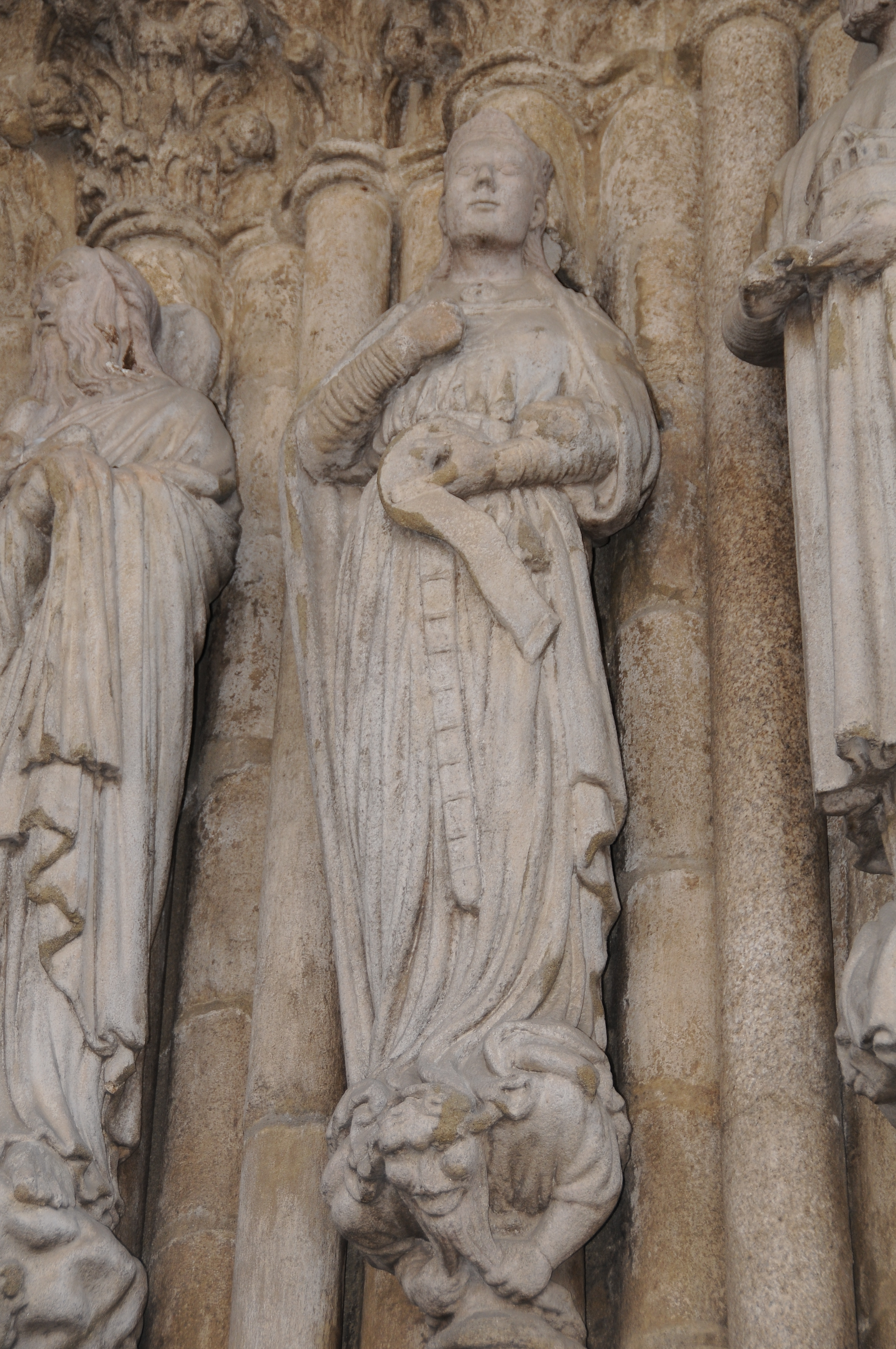
Urraca van Portugal

Urraca van Portugal (Coimbra, 1151 — 1188) was koningin van León van 1165 tot 1175.
Urraca was een dochter van koning Alfons I van Portugal en Mathilde van Savoye. In 1165, op 14-jarige leeftijd, trouwde ze met Ferdinand II van León, die daarmee zijn invloed over Portugal uit wilde breiden. In hetzelfde jaar werd in Pontevedra het vredesverdrag van Lerez gesloten hetgeen een einde moest maken aan de vijandelijkheden tussen het koninkrijk van León en dat van Portugal.
Daarna vielen Ferdinand II en Alfons samen de Moren aan, met hulp van de graaf van Urgell Armengol VII en de Portugese ridder Geraldo Sempavor. Deze veroverde Évora, Trujillo, Cáceres, Montánchez en Serpa en belegerde vervolgens Badajoz in 1169. 

Om Badajoz te kunnen veroveren zocht Geraldo steun bij de Portugese koning. Ferdinand II vond dit een bedreiging voor zijn koninkrijk en viel zijn schoonvader aan. Alfons I viel vervolgens bij Badajoz van zijn paard en werd door de Spanjaarden gevangengenomen. Hij werd vrijgelaten nadat hij eerder veroverde gebieden in Galicië weer terug had gegeven. 
Na de overwinning op Portugal ziet Ferdinand zich genoodzaakt om een verbond met de Moren te sluiten om zijn gebieden tegen Portugal te kunnen verdedigen.
Het huwelijk werd in 1175 door paus Alexander III ontbonden, vanwege de familiebanden tussen Urraca en Ferdinand. Ze waren beiden kleinkinderen van Urraca en Theresa, dochters van Alfons VI van Castilië en dus familie in de derde graad. Hierna keerde Urraca terug naar het hof van haar vader in Coimbra, waar ze op 36-jarige leeftijd stierf.

## Nageslacht
Uit het huwelijk tussen Ferdinand en Urraca werd één zoon geboren, de latere koning Alfons IX van León (trouwde in 1197 met Berenguela van Castilië).

## Voorouders
| Voorouders van Urraca van Portugal | Voorouders van Urraca van Portugal                                  | Voorouders van Urraca van Portugal                                  | Voorouders van Urraca van Portugal                                  | Voorouders van Urraca van Portugal                                  | Voorouders van Urraca van Portugal                                    | Voorouders van Urraca van Portugal                                    | Voorouders van Urraca van Portugal                                  | Voorouders van Urraca van Portugal                                  |
| ---------------------------------- | ------------------------------------------------------------------- | ------------------------------------------------------------------- | ------------------------------------------------------------------- | ------------------------------------------------------------------- | --------------------------------------------------------------------- | --------------------------------------------------------------------- | ------------------------------------------------------------------- | ------------------------------------------------------------------- |
| Overgrootouders                    | Hendrik van Bourgondië (1035-1066) ∞ Sybilla ? (-)                  | Hendrik van Bourgondië (1035-1066) ∞ Sybilla ? (-)                  | Alfons VI van León (1040-1109) ∞ Jimena Muñoz (-)                   | Alfons VI van León (1040-1109) ∞ Jimena Muñoz (-)                   | Humbert II van Savoye (1072-1103) ∞ Gisela van Bourgondië (1075-1133) | Humbert II van Savoye (1072-1103) ∞ Gisela van Bourgondië (1075-1133) | Guido III van Grenoble (-) ∞ ? (-)                                  | Guido III van Grenoble (-) ∞ ? (-)                                  |
| Grootouders                        | Hendrik van Bourgondië (1066-1112) ∞ Theresia van León (1070-1132)  | Hendrik van Bourgondië (1066-1112) ∞ Theresia van León (1070-1132)  | Hendrik van Bourgondië (1066-1112) ∞ Theresia van León (1070-1132)  | Hendrik van Bourgondië (1066-1112) ∞ Theresia van León (1070-1132)  | Amadeus III van Savoye (1094-1148) ∞ Mathilde van Albon (–)           | Amadeus III van Savoye (1094-1148) ∞ Mathilde van Albon (–)           | Amadeus III van Savoye (1094-1148) ∞ Mathilde van Albon (–)         | Amadeus III van Savoye (1094-1148) ∞ Mathilde van Albon (–)         |
| Ouders                             | Alfons I van Portugal (1110-1185) ∞ Mathilde van Savoye (1121-1158) | Alfons I van Portugal (1110-1185) ∞ Mathilde van Savoye (1121-1158) | Alfons I van Portugal (1110-1185) ∞ Mathilde van Savoye (1121-1158) | Alfons I van Portugal (1110-1185) ∞ Mathilde van Savoye (1121-1158) | Alfons I van Portugal (1110-1185) ∞ Mathilde van Savoye (1121-1158)   | Alfons I van Portugal (1110-1185) ∞ Mathilde van Savoye (1121-1158)   | Alfons I van Portugal (1110-1185) ∞ Mathilde van Savoye (1121-1158) | Alfons I van Portugal (1110-1185) ∞ Mathilde van Savoye (1121-1158) |
| Urraca van Portugal (1151–1188)    |                                                                     |                                                                     |                                                                     |                                                                     |                                                                       |                                                                       |                                                                     |                                                                     |

Ľ